# Oudhollandse tegels
Met oudhollandse tegels (ook wel: "witjes" of tegeltableaus) worden de witgeglazuurde wandtegels bedoeld van ca. 13 bij 13 cm,  die in de 17e eeuw veelvuldig in de Nederlandse interieurs werden verwerkt. De tegels met (blauwe) decoratie werden gebruikt als plint langs vloeren, als lambriseringen in gangen en trappenhuizen, en als haardbekleding.
De oorsprong van deze tegels ligt in het Nabije Oosten. Rond 1600 ontstaan overal in Europa, ook in Nederland bloeiende industrieën, die tegels produceren met een eigen stijl. De decoraties hebben vaak een thema. De tegels en tableaus werden ook geëxporteerd, onder andere naar Lissabon, Algiers en Istanboel. 
Delfts blauwe aardewerktegels werden niet alleen gemaakt in Delft, maar ook in Makkum door Koninklijke Tichelaar en sinds 1972 in Harlingen door de Harlinger Aardewerk- en Tegelfabriek.
De Delftse glazenier Jan Schouten was verzamelaar van Hollandse tegels. In 1920 is zijn verzameling toegevoegd aan de collectie van het Museum Lambert van Meerten.

## Fotogalerij van Hollandse tegels

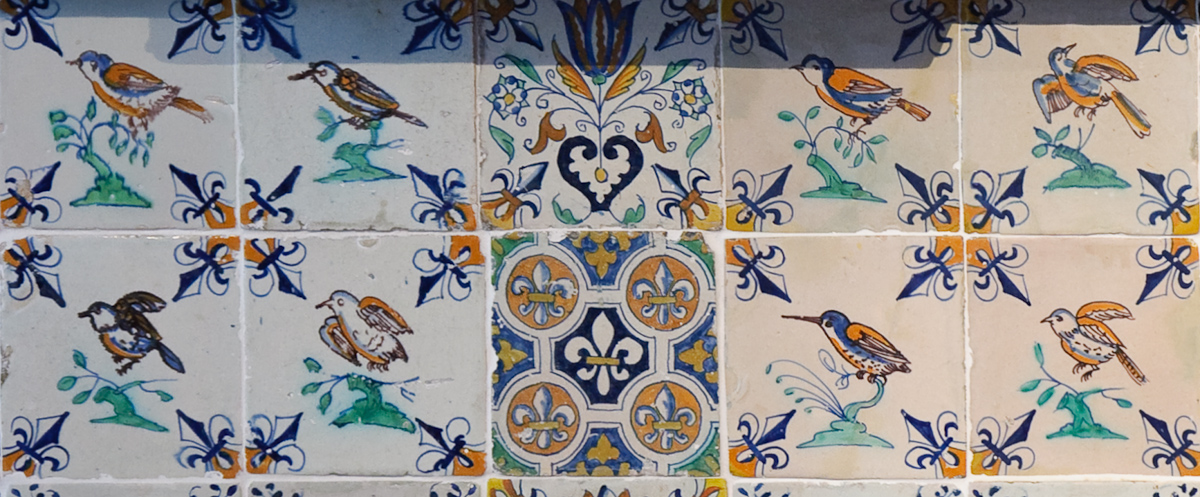
Fries Museum, Leeuwarden
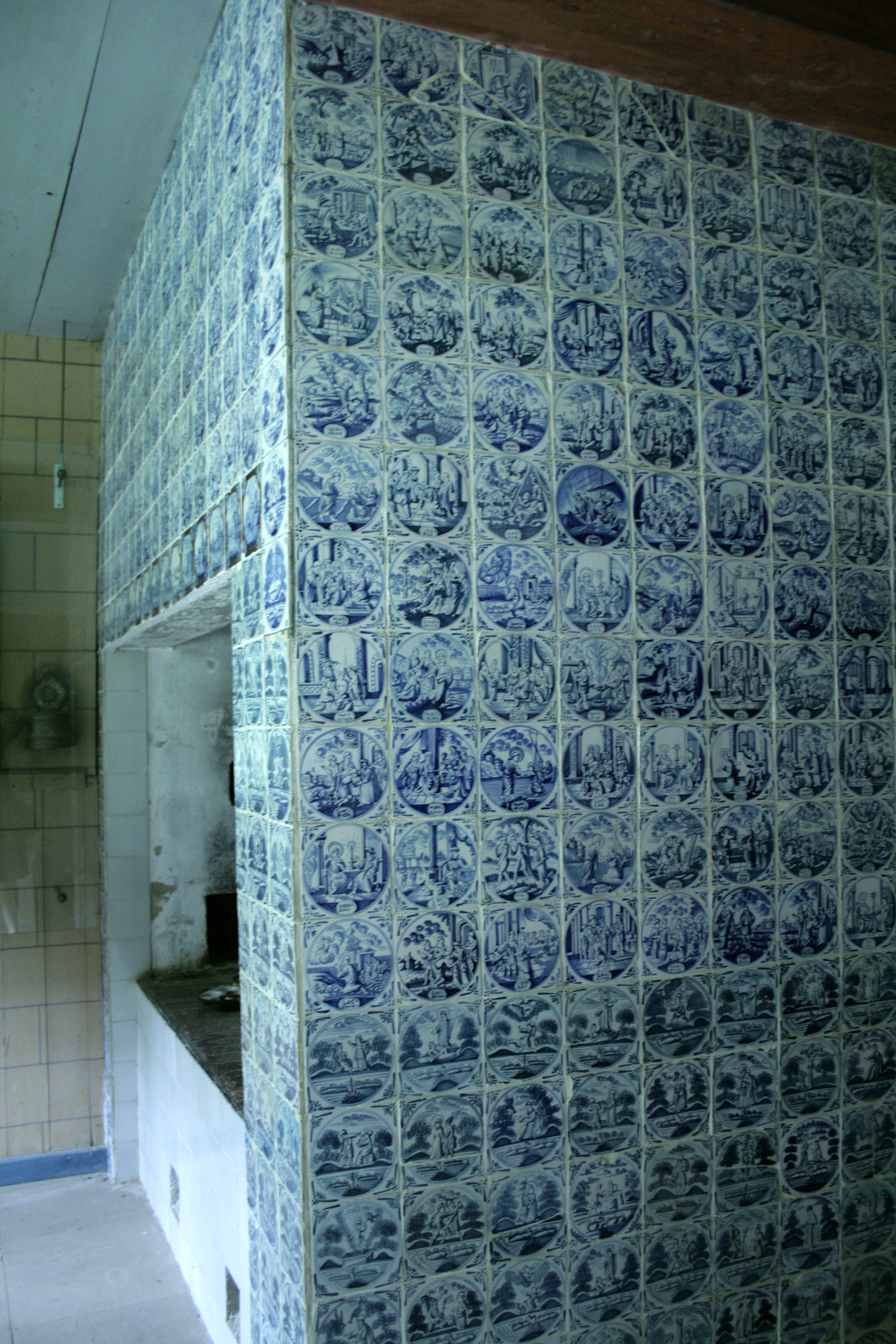
Bijbels tegels, Molfsee Museum, Duitsland
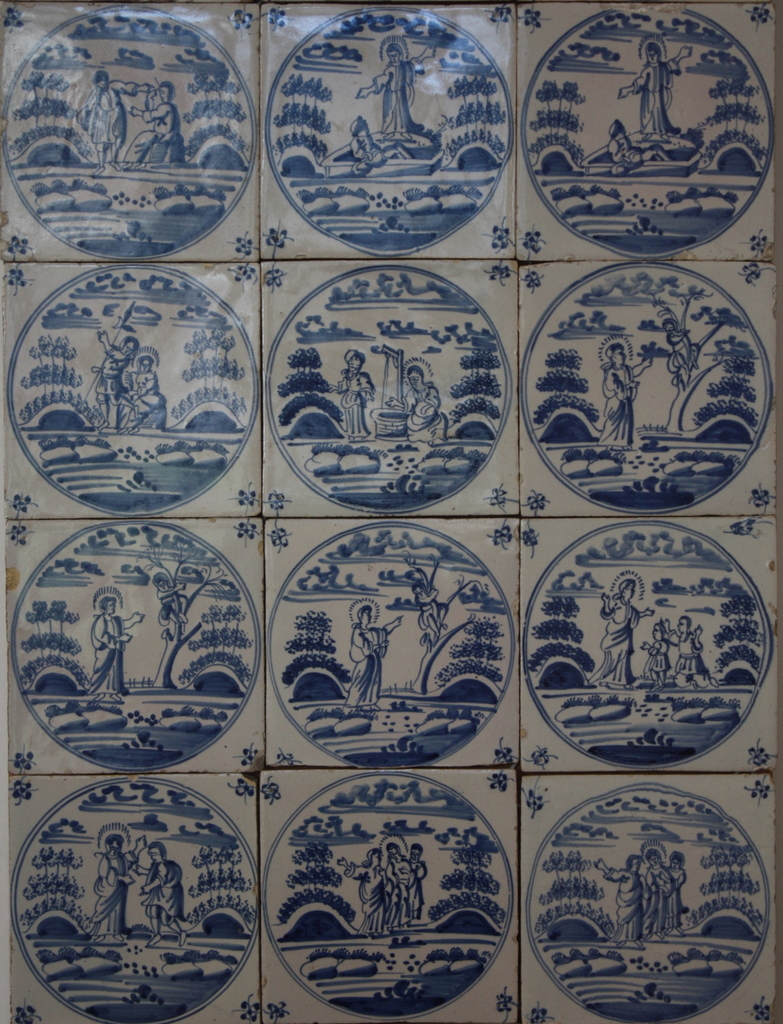
Bijbels tegels, Museum van Gdańsk, Polen
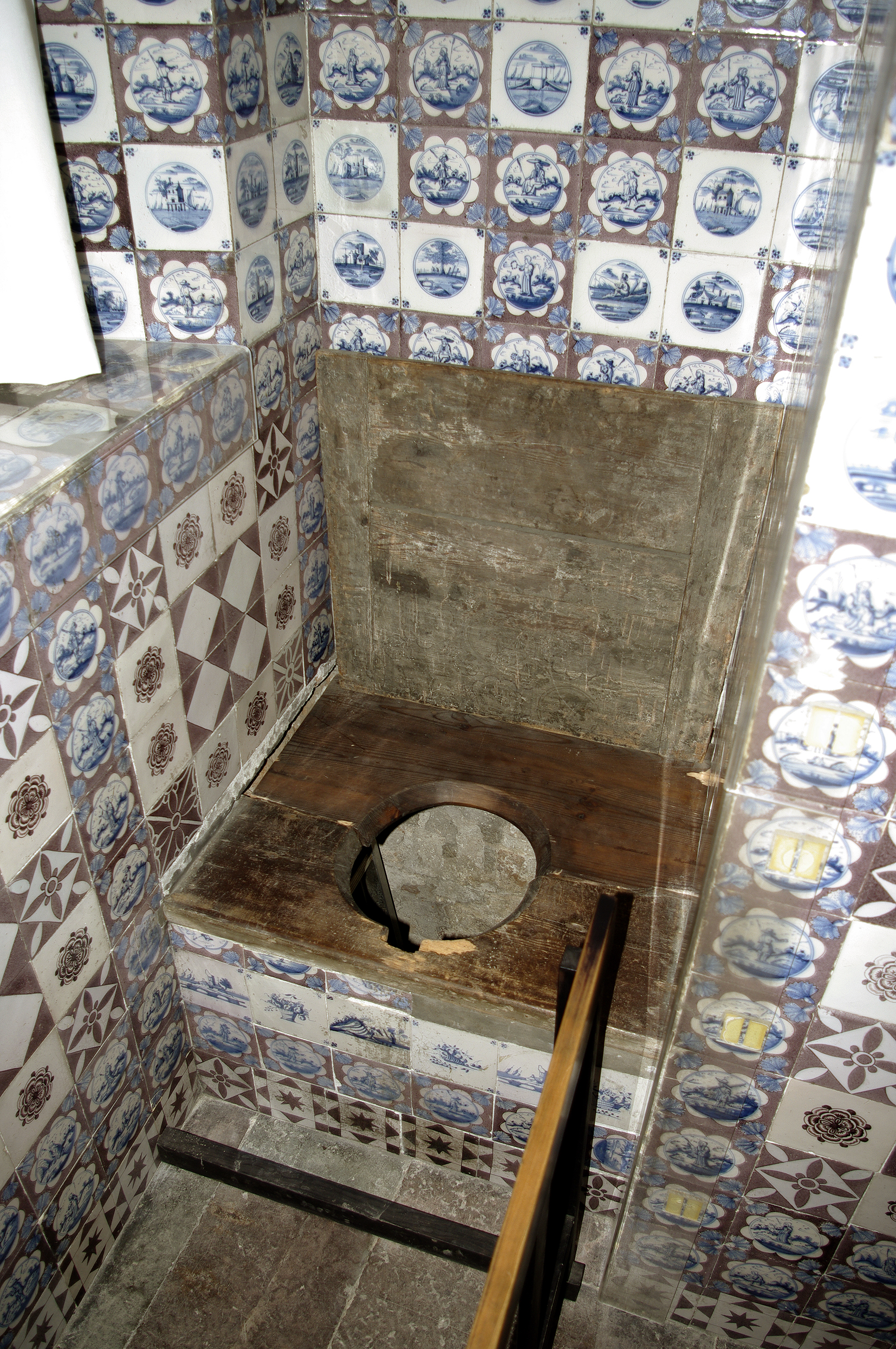
Slot Rosenborg, Kopenhagen
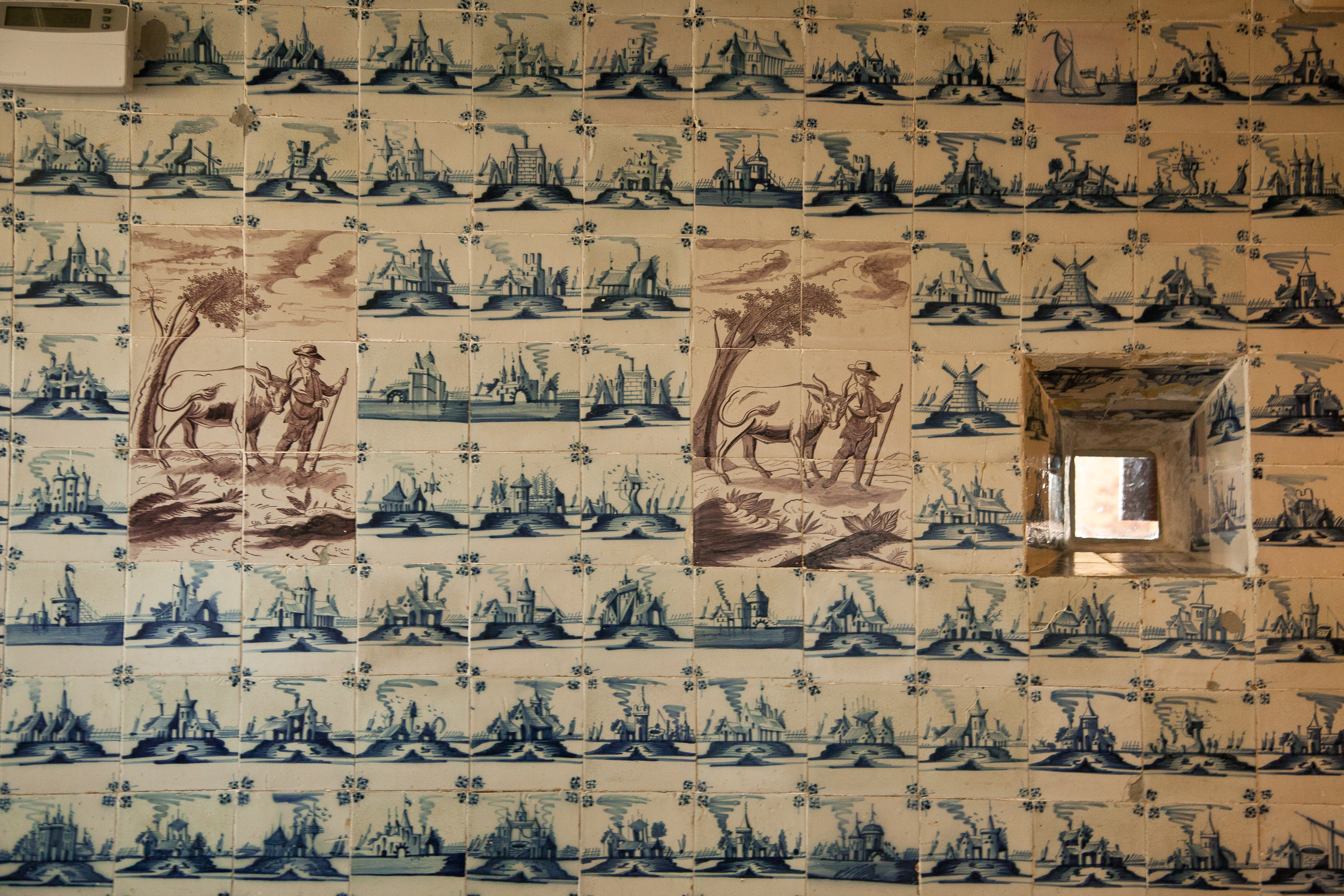
Boerderij in Hoogland, nabij Utrecht
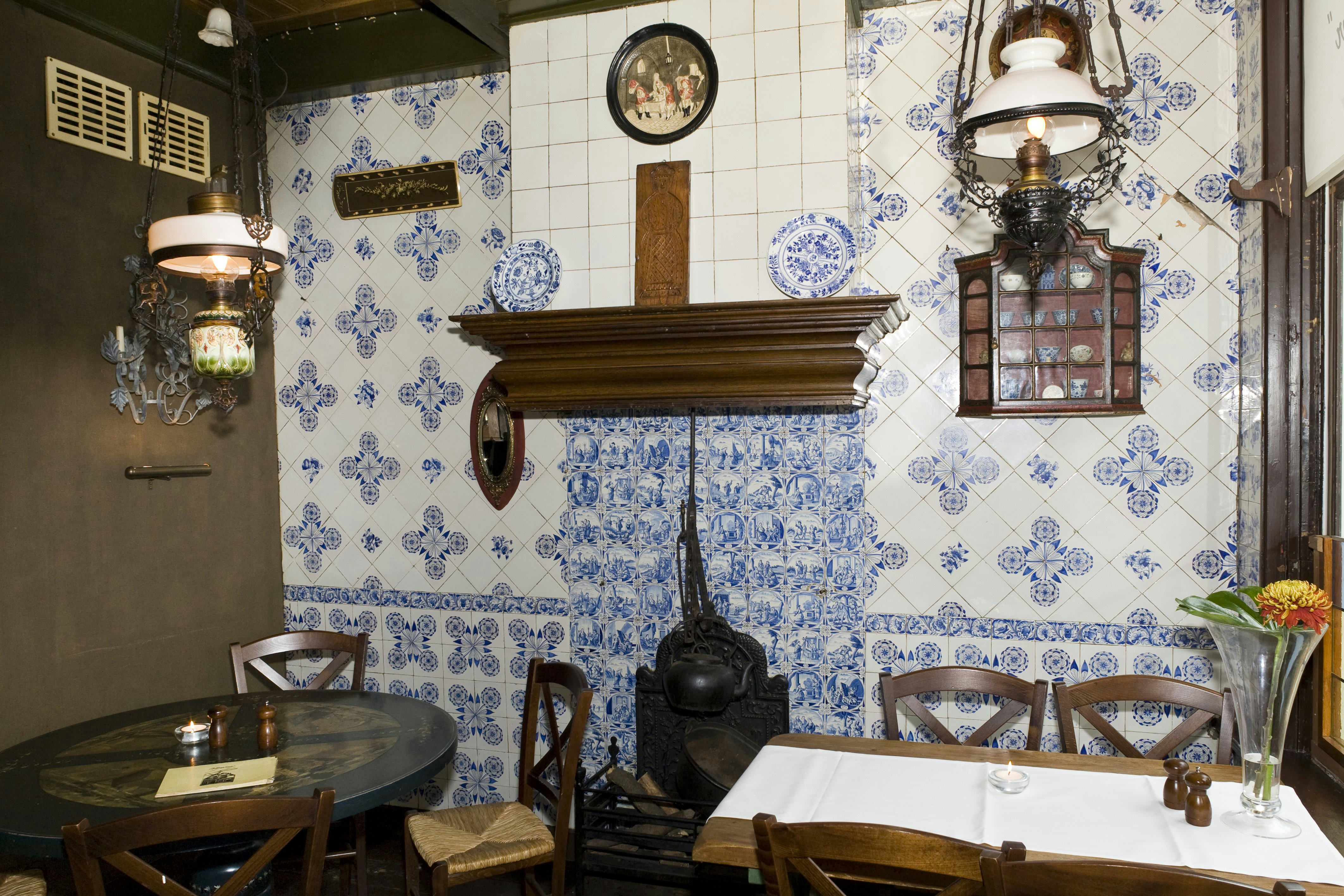
Sneek, Friesland
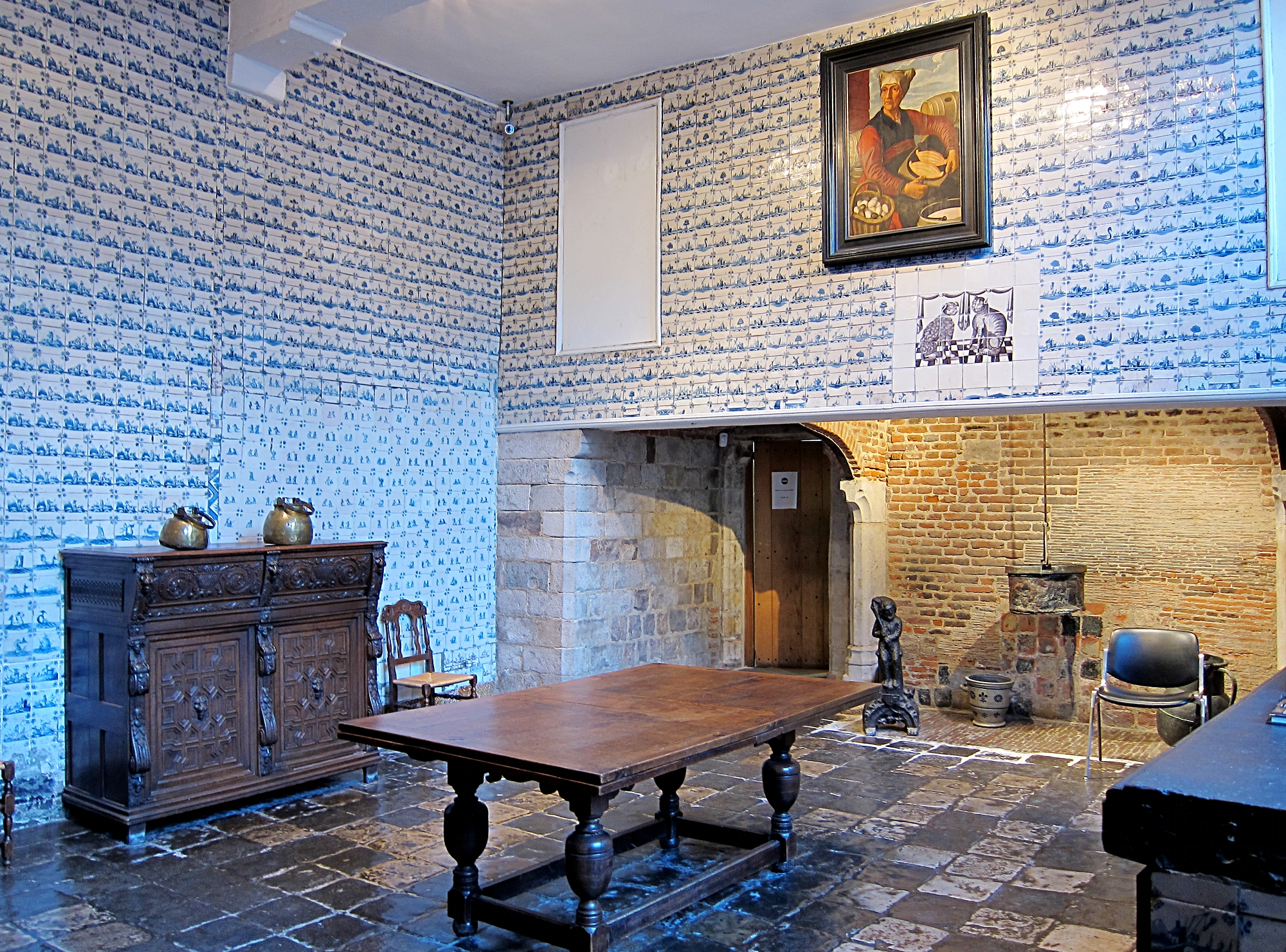
Keuken van Hospice Comtesse, Rijsel, Frankrijk
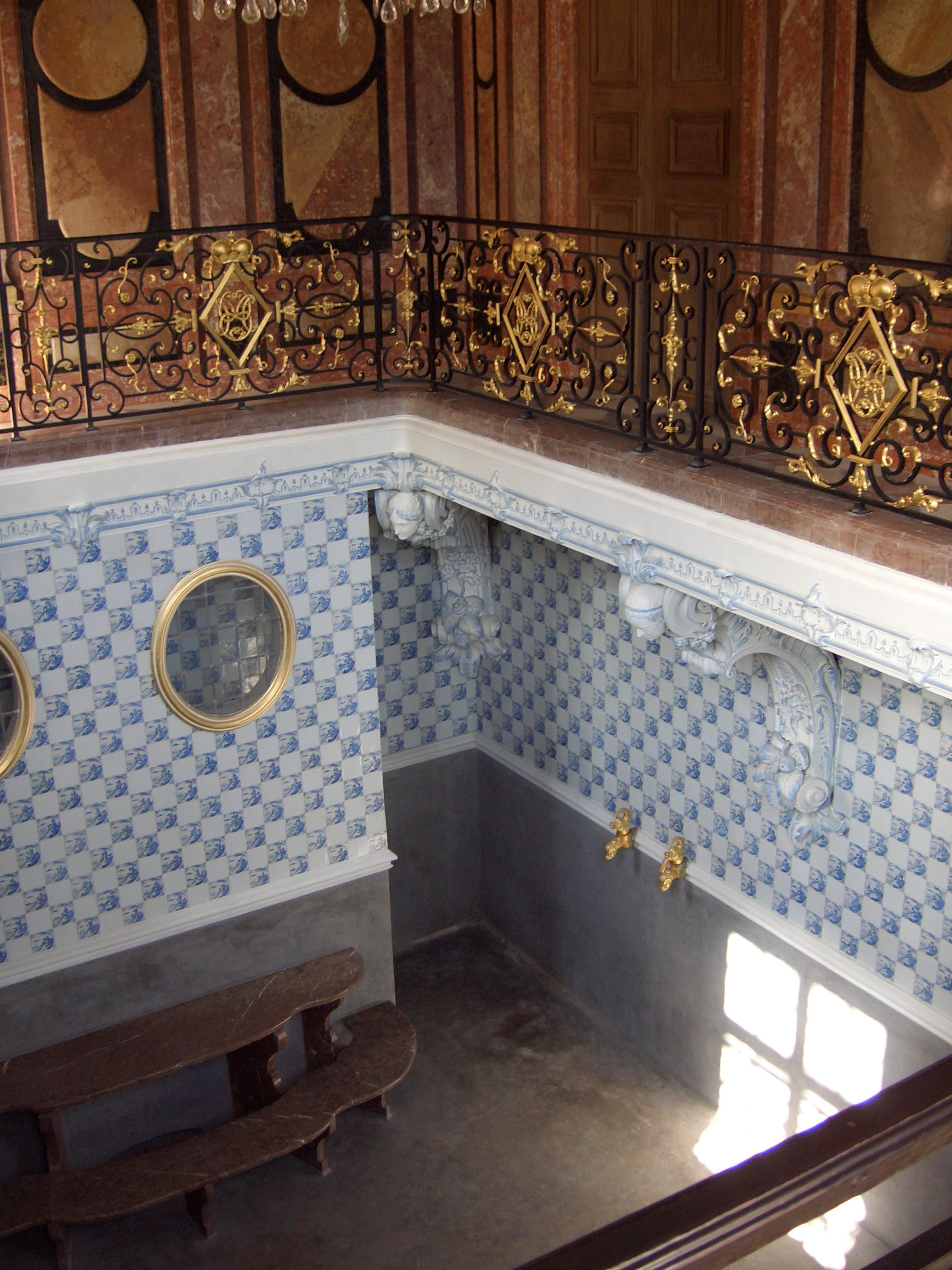
Zwembad van Slot Nymphenburg, München
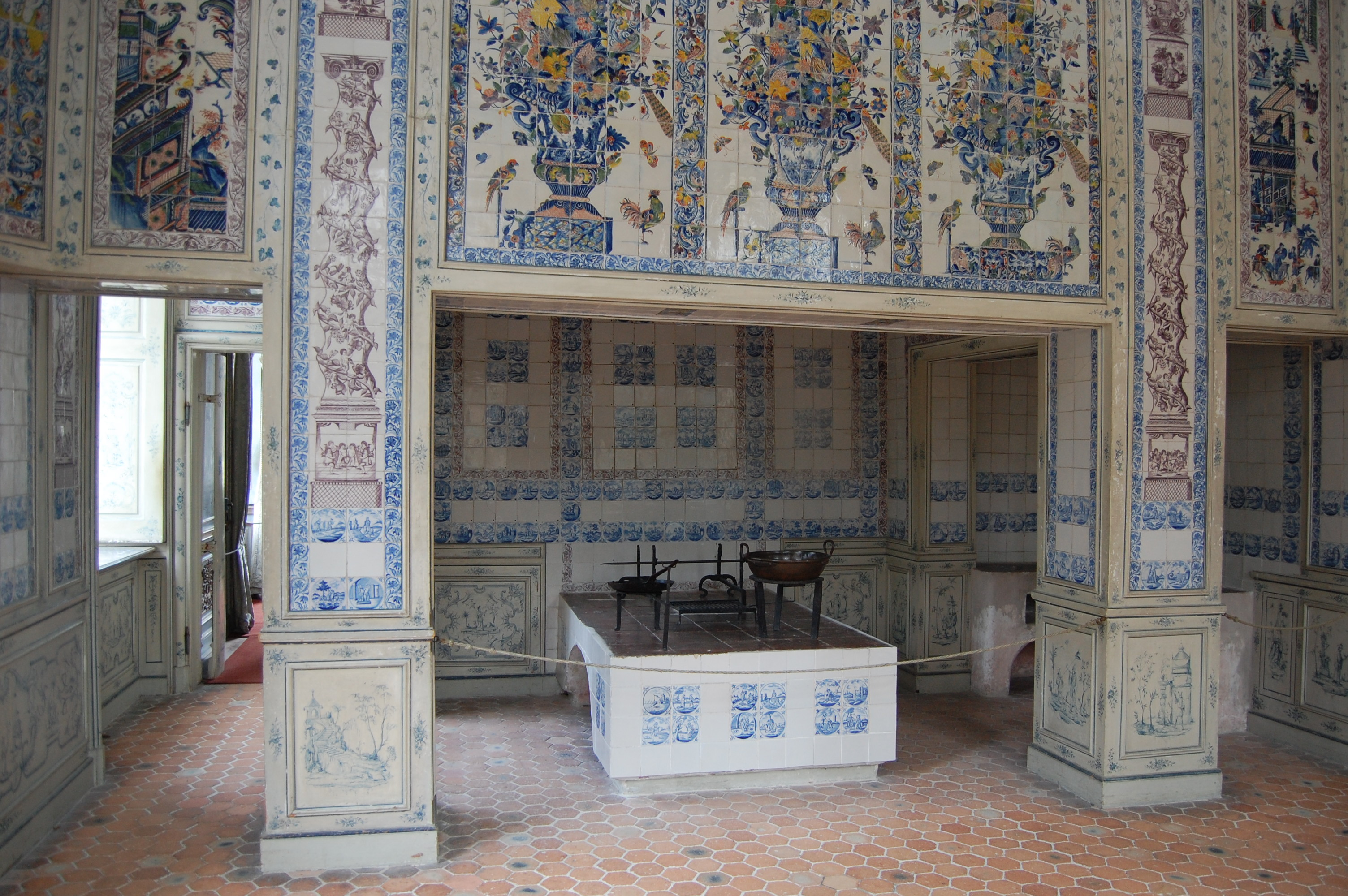
Koken van Amalienburg, Slot Nymphenburg
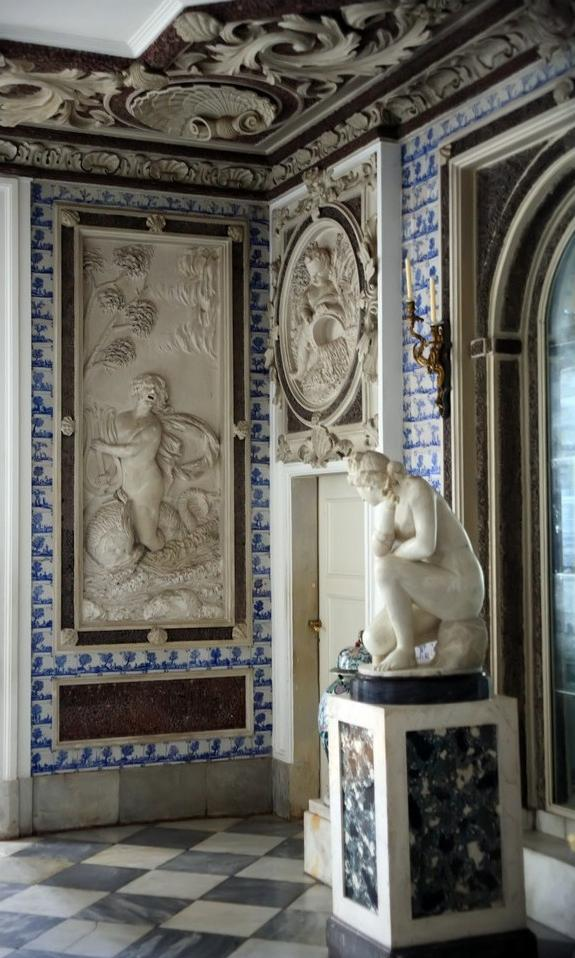
Badkamer, Lazienki Krolewskie, Polen
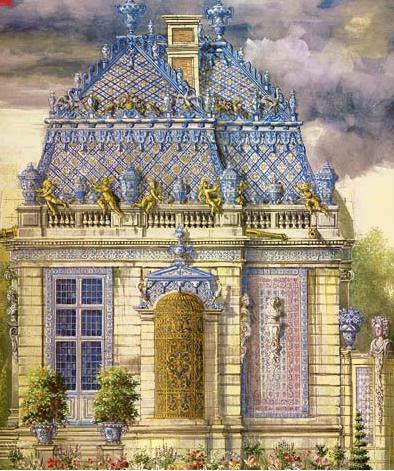
Trianon de porcelaine Tuinen van Versailles
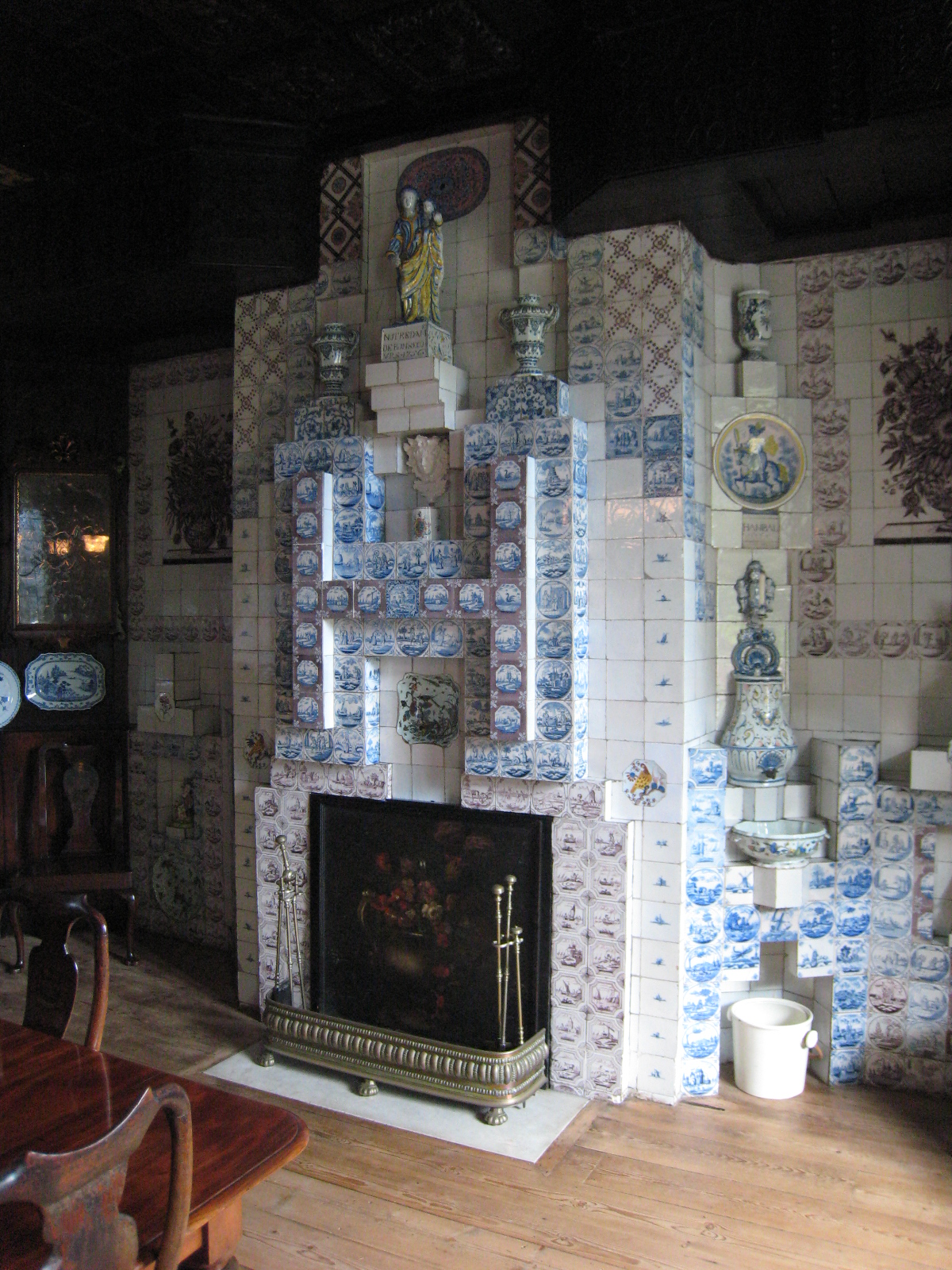
Hauteville House, huis van Victor Hugo, Guernsey, 1860
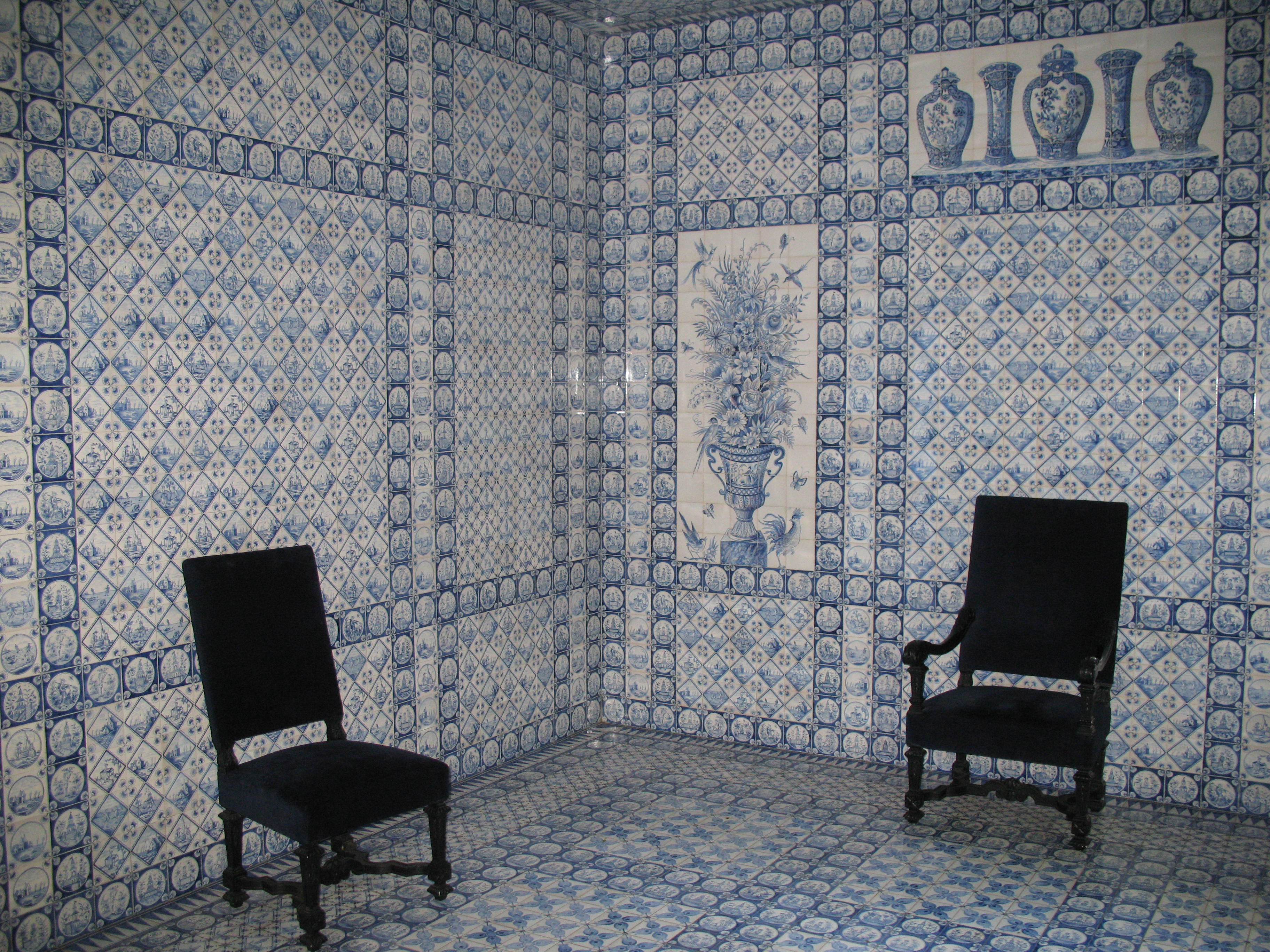
Tente Tartare gebouwd in 1960 met 10.000 tegels, Château de Groussay, Montfort-l'Amaury, Frankrijk